# Helodon ferrugineus
Helodon ferrugineus är en tvåvingeart som först beskrevs av Johan August Wahlberg 1844.  Helodon ferrugineus ingår i släktet Helodon, och familjen knott. Arten är reproducerande i Sverige.